# Избеков, Вадим Дмитриевич
Вадим Дмитриевич Избеков (род. 1936, Якутск) — советский самбист, чемпион СССР, мастер спорта СССР. Тренер по самбо, спортивный функционер.

## Биография
Родился в 1936 году в Якутске в семье учёных Дмитрия Дмитриевича и Анны Андреевны Избековых.
Увлёкся самбо в 1954 году, во время учёбы в Московском энергетическом институте. Первый якут, ставший чемпионом СССР по самбо. В 1964—2004 годах работал тренером в Иркутске. 20 лет избирался председателем Федерации самбо Иркутской области. Двое его воспитанников стали Заслуженными тренерами России по самбо.

## Спортивные результаты
- Чемпионат СССР по самбо 1958 года — .